# ايزي ايه
ايزي ايه (بالإنجليزية: Easy A)‏ هو فيلم كوميديا مراهقين من إخراج ويل غلوك وتأليف بيرت في. رويال وبطولة ايما ستون. مستوحى جزئياً من رواية الحرف القرمزي. صدر الفيلم في 17 سبتمبر، 2010 وتلقى مراجعات إيجابية من النقاد وحقق نجاحاً تجاري هائل.
يروي الفيلم قصة فتاة متوفقة في الثانوية، تحول الاستفادة من شائعة في المدرسة حولها وذلك من أجل تحسين مكانتها الاجتماعية والمالية.

## روابط خارجية
- الموقع الرسمي
- ايزي ايه على موقع IMDb (الإنجليزية)
- ايزي ايه على موقع ميتاكريتيك (الإنجليزية)
- ايزي ايه على موقع روتن توميتوز (الإنجليزية)
- ايزي ايه على موقع نتفليكس (الإنجليزية)
- ايزي ايه على موقع قاعدة بيانات الأفلام العربية
- ايزي ايه على موقع ألو سيني (الفرنسية)
- ايزي ايه على موقع Turner Classic Movies (الإنجليزية)
- ايزي ايه على موقع أول موفي (الإنجليزية)
- ايزي ايه على موقع بوكس أوفيس موجو (الإنجليزية)
- ايزي ايه على موقع فيلمافينيتي (الإسبانية)